# Cessac
Cessac település Franciaországban, Gironde megyében. Lakosainak száma 198 fő (2022. január 1.). Cessac Courpiac, Baigneaux, Bellebat, Faleyras, Frontenac, Lugasson és Romagne községekkel határos.

## Népesség
A település népességének változása:
| Lakosok száma | 189  | 173  | 179  | 181  | 183  | 189  | 194  | 190  | 193  | 198  |
|               | 1968 | 1982 | 1990 | 2006 | 2013 | 2015 | 2017 | 2019 | 2020 | 2022 |